# 김정민 (1999년)
김정민(金正緡, 1999년 11월 13일 ~ )은 대한민국의 축구 선수로, 포지션은 중앙 미드필더, 공격형 미드필더, 오른쪽 측면 미드필더이다. 현재 K리그1 제주 SK 소속이다.

## 구단 경력
2018 시즌을 앞두고 FC 레드불 잘츠부르크의 제안을 받은 김정민 선수는 우선 지명 후 입단이라는 방법을 통해 잘츠부르크로 이적했다.
2019-20시즌 겨울이적시장에서 FC 아드미라 바커 뫼들링으로 임대이적했다.
2020년 여름 이적시장에서 프리메이라리가의 비토리아 SC로 이적했다.
2021 시즌 중 강원 FC로 임대 이적했다.
여름 이적시장을 통해 K리그2의 부산 아이파크로 임대 이적했다.

## 국가대표팀 경력
2018년 자카르타-팔렘방 아시안 게임 축구 국가대표팀에 최종 발탁되었다. 
10월 5일 대한민국 축구 국가대표팀에 발탁되었다. 하지만 10월 A매치에서 출전하는 것에는 실패했다. 11월 호주와 우즈베키스탄과의 A매치를 위한 국가대표팀 명단에 포함되었다. 17일 호주와의 경기에서 후반 추가시간 황인범과 교체투입되면서 국가대표팀에 데뷔하게 되었다.
2019년 FIFA U-20 월드컵 본선 멤버로 선발되었다.

## 수상 내역

### 클럽
FC 리퍼링
- 오스트리아 2. 리가 : 3위 (2019-20)

### 국가대표팀
대한민국 U-17
- AFC U-17 아시안컵 : 준우승 (2014)

대한민국 U-20
- FIFA U-20 월드컵 : 준우승 (2019)

대한민국 U-23
- 아시안 게임 : 금메달 (2018)

## 가족관계
- 배우자 : 김지현 (2024년 12월 28일 ~ 현재)